# Hasan Kabze
Hasan Salih Kabze (Ankara, 26 mei 1982) is een Turks voormalig betaald voetballer die bij voorkeur in de voorhoede speelde.
Kabzes carrière begon bij Bucaspor. Daarna vertrok hij naar Çanakkale Dardanelspor, waar hij ontdekt werd door Galatasaray en een overeenstemming met de club bereikte. Daar brak hij in zijn tweede seizoen door, met 263 minuten speeltijd in vijftien wedstrijden in de Süper Lig. Daarin scoorde Kabze vier goals, onder meer tegen Beşiktaş in de voorlaatste speelweek. Hij tekende in juli 2010 een contract bij Montpellier HSC, dat hem voor een niet bekendgemaakt bedrag overnam van Roebin Kazan. In 2012 keerde hij terug naar Turkije. In 2017 speelde hij laatstelijk voor Altınordu en daar beëindigde hij zijn carrière.

## Erelijst
| Competitie         |             |             |             |             |
| Competitie         | Aantal      | Jaren       |             |             |
| Galatasaray        | Galatasaray | Galatasaray | Galatasaray | Galatasaray |
| ------------------ | ----------- | ----------- | ----------- | ----------- |
| Süper Lig          | 1x          | 2005/06     |             |             |
| Türkiye Kupası     | 1x          | 2004/05     |             |             |
| Roebin Kazan       |             |             |             |             |
| Premjer-Liga       | 2x          | 2008, 2009  |             |             |
| Russische supercup | 1x          | 2009        |             |             |